# Togo nos Jogos Olímpicos de Verão de 2000
O Togo participou dos Jogos Olímpicos de Verão de 2000 em Sydney, Austrália.